# 윤활막염
윤활막염은 활막에 생기는 염증의 일종이다.
윤활막염은 관절염, 통풍 등의 질병과 함께 찾아올 수 있다. 뼈관절염과 함께 영향을 받는 수많은 관절에서도 발견되기도 하지만, 다른 관절염보다 류머티스 관절염에서 더 많이 발견된다.

## 치료
비스테로이드 항염증제 등의 항염증제로 치료가 가능하다.

## 같이 보기
- 건초염
- 일과성 고관절 활액막염